# Cardiodactylus novaeguineae
Cardiodactylus novaeguineae är en insektsart som först beskrevs av Wilhem de Haan 1842.  Cardiodactylus novaeguineae ingår i släktet Cardiodactylus och familjen syrsor. Inga underarter finns listade i Catalogue of Life.